# Eulàlia Solé Romero
Eulàlia Solé Romero (Barcelona, 12 de setembre de 1935 – Barcelona, 3 de setembre de 2024) va ser una destacada sociòloga i escriptora catalana.
Nascuda al barri de la Sagrada Família, va estudiar a l'Escola Ramon Llull durant la seva infantesa. Un cop finalitzat el batxillerat, va començar a treballar com a comerciant amb el seu pare, i més tard es va casar.
L’interès per la sociologia li va despertar l'any 1969, després de llegir Sociologia, un llibre de Salvador Giner, que la va captivar tant que va llegir-lo dues vegades. Aquesta lectura la va inspirar a aprofundir en el coneixement del món, fet que la va portar a iniciar els seus estudis en sociologia.
Va començar la llicenciatura a l'Escola de la Diputació, però al cap de mig any es va traslladar a l'Institut Catòlic d'Estudis Socials de Barcelona, on es va graduar el 1985 amb una tesi titulada De la ruptura a la reforma en la izquierda española: un estudio sobre la Transición. Va ser vocal de la Junta de l'Associació Catalana de Sociologia entre 1994 i 2013 i membre del Seminari de Teoria Sociològica. Va completar els seus estudis en cinc anys, compaginant-los amb les responsabilitats familiars i laborals. Des del 1977 fins a la jubilació, va treballar com a secretària a la Universitat Politècnica de Barcelona.
Solé va iniciar la seva col·laboració amb mitjans de comunicació el 1985, on va publicar tres articles a El País, El Món, i El Periódico, relacionats amb la seva tesi doctoral. Va continuar escrivint per El Periódico fins al 1994. Entre 1990 i 1992, va col·laborar amb el Diari de Barcelona i, des del 1996 fins a la seva mort, va contribuir amb articles a La Vanguardia, on va gaudir de plena llibertat creativa. A més dels seus articles, va publicar diversos estudis sociològics i una obra de no-ficció titulada El adiós de Ana. També escrivia setmanalment al seu Blog.

## Premis
Per l'article «Dinero y diversión» va guanyar el Premi d’assaig de la revista El Ciervo l'any 2001 i va quedar finalista amb el conte El hoyo, al XV Premio Ana María Matute de Narrativa de l'any 2004.
L'any 2018 li va ser atorgat el Premi Torres & Earth per la conscienciació sobre la situació del canvi climàtic denunciant el bloqueig de les energies renovables a mans de les administracions governamentals i advertint dels inconvenients que aquest fet comportava per la societat en articles publicats a La Vanguardia.

## Publicacions
- Ocio y valores culturales de los trabajadores de la Siemens de Cornellá, 1986.
- Qui són, què fan i què volen els afiliats a CCOO del Baix Llobregat, 1993.

- Con y contra Suárez. Voladura controlada del aparato franquista y de la ruptura (ed. Flor del Viento), 2009.

- El peso de la droga (ed. Flor del Viento), 1996.
- Qué es el comercio justo (RBA libros), 2003.

- Seat 600. Un coche de leyenda (Ed. Benzina), 2001.
- El adiós de Ana (ed. Meteora), 2003.
- Quatre fets singulars (ed. Meteora), 2008.